# یوئن وینتزویلر
یوئن وینتزویلر (انگلیسی: Eugène Wintzweiller; ۱۳ دسامبر ۱۸۴۴ – ۶ نوامبر ۱۸۷۰) آهنگساز اهل فرانسه بود.
وی همچنین برندهٔ جوایزی همچون جایزه بزرگ رم شده‌است.